# 混种词
混種词，又叫混血词（英語：hybrid），指的是某种语言的语素与其他语言的语素组成的合成词。日语中混種語较为普遍，由日语词种中的固有词（和语）、汉源词、外来语等不同语素组成，如（橡皮擦）由和語的（抹消）和荷蘭語的（橡膠）組成。除日语以外，其他语言也有混种词，例如英语的「Automobile」（汽车的意思）则是源自希腊语的auto（αυτό，「自己的、自动的」）与拉丁语的mobilis（「可移动的」）这两种不同语言的语素。

## 脚注
1. ↑  亀井孝ら『言語学大辞典』第6巻、三省堂、1996年、594頁。